# Physalaemus lateristriga
Physalaemus lateristriga es una especie de anfibio anuro de la familia Leptodactylidae.

## Distribución geográfica
Esta especie es endémica de Brasil. Se encuentra en los estados de Santa Catarina, Paraná y en el sur del estado de São Paulo.

## Taxonomía
Esta especie ha sido relevada de su sinonimia con Physalaemus olfersii por Cassini, Cruz y Caramaschi en 2010 donde fue colocada por Peters en 1882.

## Publicación original
- Steindachner, 1864: Batrachologische Mittheilungen. Verhandlungen des Zoologisch-Botanischen Vereins in Wien, vol. 14, p. 239-288[3]